# Parafia św. Maksymiliana Marii Kolbego w Strzebielinie
Parafia św. Maksymiliana Marii Kolbego w Strzebielinie należy do Dekanatu Luzino archidiecezji gdańskiej. Kościół parafialny znajduje się przy drodze krajowej nr 6.
Parafia została erygowana 1 stycznia 1983. Jej konsekracja odbyła się 11 sierpnia 1985.